# Дилан Бејкер
Дилан Бејкер (енгл. Dylan Baker; рођен 7. октобра 1959. Сиракјус, Њујорк), амерички је филмски и ТВ глумац, и продуцент.
Добио је признање за своје улоге у филмовима као што су Авиони, возови и аутомобили (1987), Љубавни напитак бр. 9 (1992), Срећа (1998), Пут без повратка (2002), Спајдермен 2 (2004), Спајдермен 3 (2007) и Смицалица ил' посластица (2007) и на телевизијске серије Убиство првог степена (1995–1996) и Добра жена, од којих му је ова последња донела три номинације за Прајмтиме Еми награду.
Године 2013. дебитовао је као редитељ филмом 23 Blast.